# Haus Daus

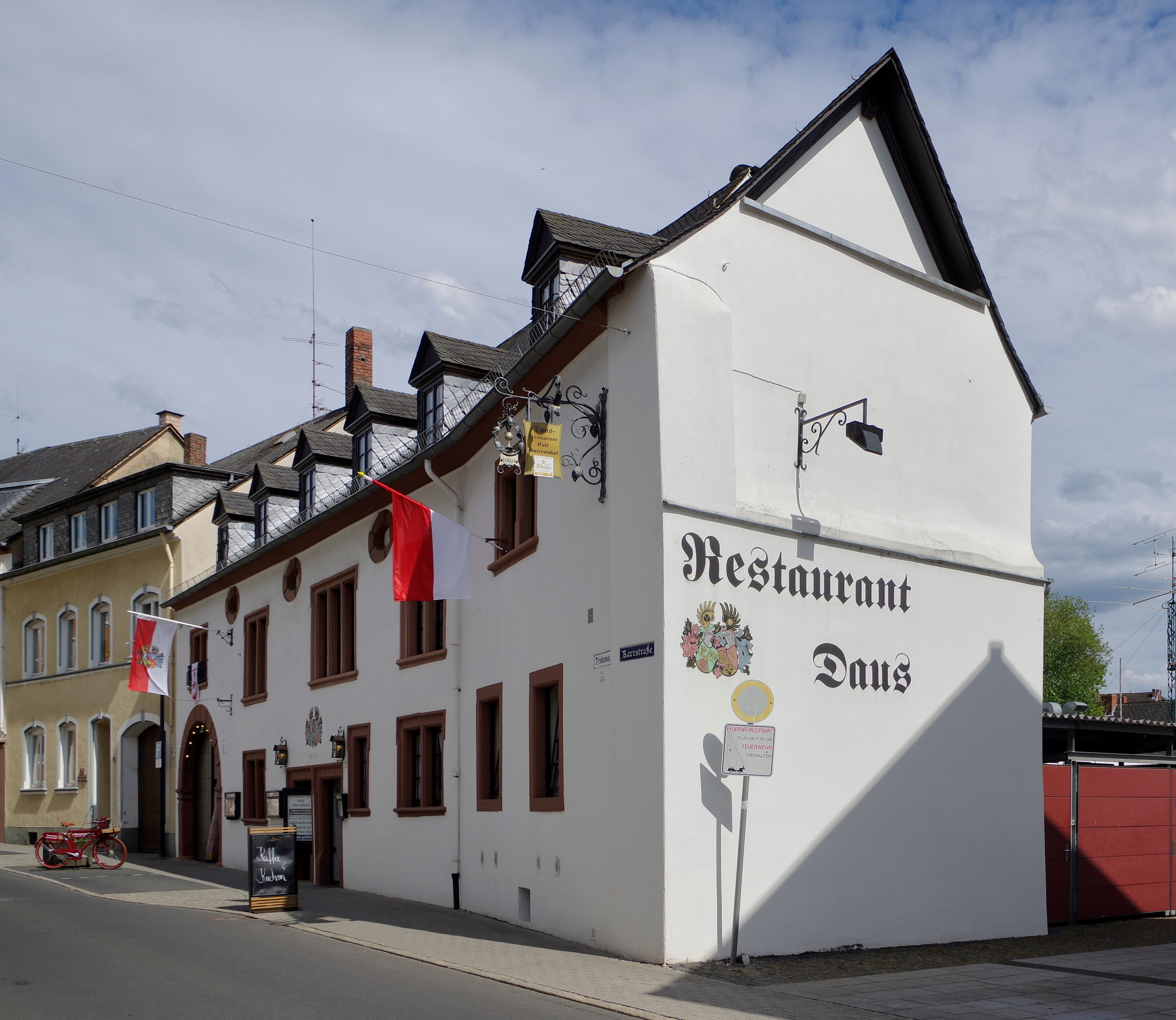
Haus Daus in Wittlich

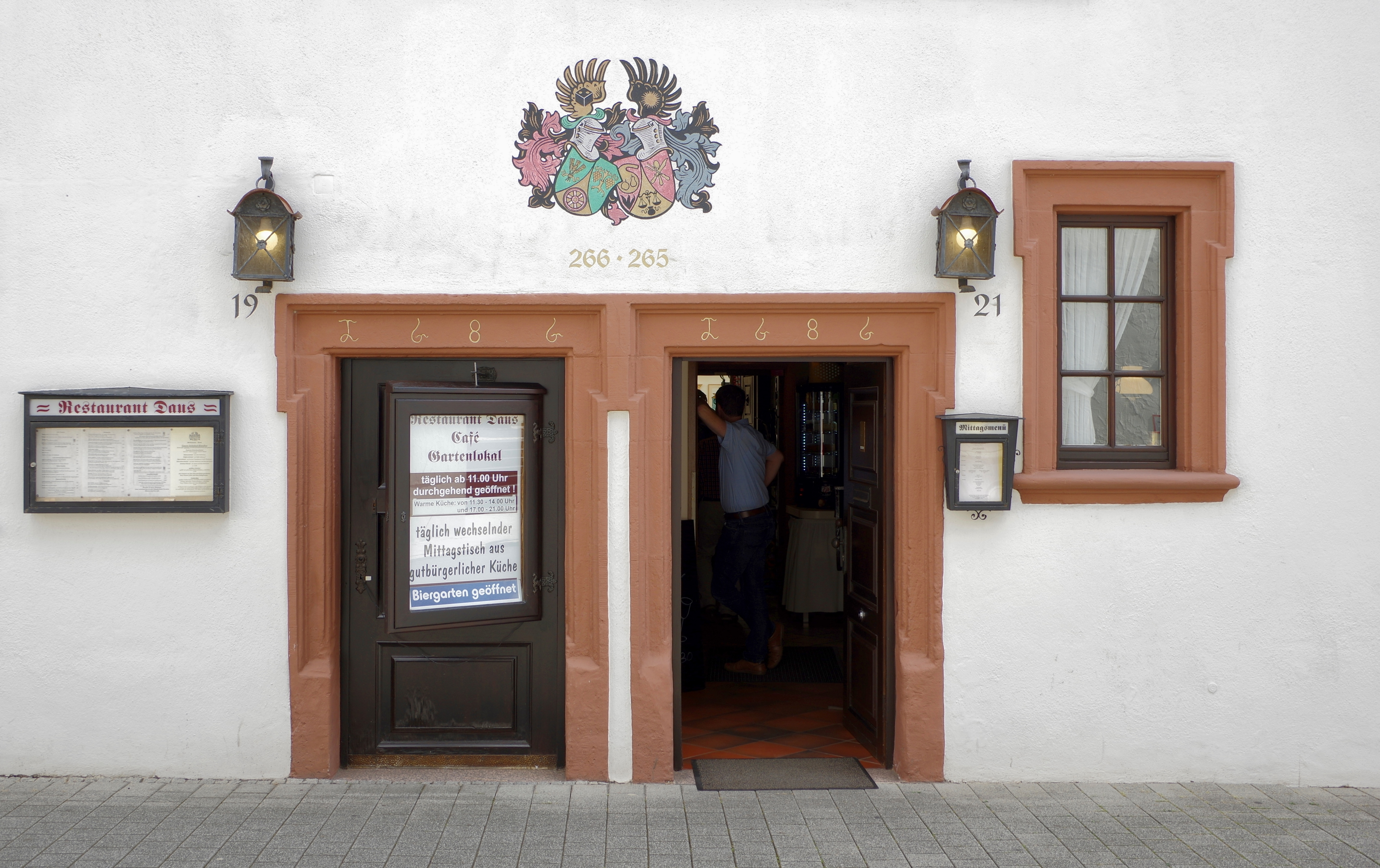
Eingangsbereich mit Jahreszahl

Das Haus Daus ist ein unter Denkmalschutz stehendes Wohn- und Wirtschaftsgebäude im rheinland-pfälzischen Wittlich, Karrstraße 19–21. Seine Wurzeln reichen bis in das 12. Jahrhundert zurück. Seit 1587 befindet es sich ununterbrochen im Besitz der Familie Daus, die dem Gebäude seinen Namen gab.

## Beschreibung
Die Bausubstanz stammt mehrheitlich aus dem 17. Jahrhundert, wovon die Jahreszahl 1686 auf dem Doppelportal des Hauses kündet. Die hofseitige Außenmauer und eine Seitenmauer der Tordurchfahrt erhalten jedoch noch Bauteile des 15. und 16. Jahrhunderts.
Die Straßenfront des Hauses zeigt ein- und mehrteilige Rechteckfenster und zwei dicht nebeneinander liegende Eingangstüren (das sogenannte Doppelportal). Eine rundbogige Tordurchfahrt führt in den zum Haus gehörigen Hof. In der älteren Hoffront finden sich zweiteilige spätgotische Fenster, die oben von einem Kielbogen abgeschlossen werden. Ihre Fenstersteine sind die ältesten Wittlichs.
Die heute gastronomisch genutzte, ehemalige Wohnstube im Erdgeschoss besitzt eine reich stuckierte Kölnische Balkendecke und eine mit Nischen ausgestattete Kaminwand. In ihren Zwickeln finden sich Ornamente im Stil der späten Renaissance.

## Geschichte
Die erste urkundliche Erwähnung des Hauses, dessen Erbauer unbekannt ist, datiert in das Jahr 1152. Das Grundstück war samt dem darauf stehenden Hof im Besitz des Trierer Erzbistums, das dort ab 1215 auch eine Kelteranlage betrieb. Seit 1532 existierte dort das Gasthaus Zum Bären, in dem unter anderem Pilger auf dem Weg nach Santiago de Compostela bewirtet wurden. 1587 kam das Haus in den Besitz der Familie Daus, die auch heute noch Eigentümerin ist.
Ab 1910 betrieb Katharina Daus gemeinsam mit ihren Kindern im Gebäude ein Geschäft, das Kohlen und Briketts vertrieb und dort bis 1966 ansässig war. 1980 wurde Haus Daus im Rahmen der Stadtsanierung Wittlichs unter denkmalpflegerischen Aspekten teilrestauriert und modernisiert, wobei die ursprüngliche Unterteilung der Innenräume erhalten blieb. Es beheimatet seit Januar 1981 nun wieder eine Gaststätte.